# Good-Puffer
Ein Good-Puffer (englisch Good's buffer) ist ein in der Biochemie verwendeter Puffer nach den Kriterien von Norman Good.

## Eigenschaften
Norman E. Good und Mitarbeiter entwickelten zwischen 1966 und 1980 zwanzig Substanzen zur Verwendung als Puffer. Im Gegensatz zu anderen Puffersubstanzen sollten Good-Puffer möglichst wenige Wechselwirkungen mit Proteinen, eine hohe Löslichkeit, keine Diffusion durch Biomembranen, einen Pufferbereich zwischen pH 6 und 8, eine geringe Toxizität, eine geringe UV-Absorption, eine Unabhängigkeit der Pufferwirkung von anderen Faktoren, eine kostengünstige Herstellung und eine metabolische und chemische Stabilität aufweisen. Einige Good-Puffer sind Zwitterionen, z. B. Morpholinoethansulfonsäure (MES), 3-(N-Morpholino)propansulfonsäure (MOPS), ADA, BES und Bicin.
Drei der Good-Puffer neigen nur wenig zur Komplexierung von Metallionen, MES, MOPS und PIPES. Piperazin-enthaltende Puffer (PIPES, HEPES, POPSO und HEPPS) können Radikale bilden und sollten daher bei Redox-Untersuchungen vermieden werden. In Anwesenheit von Licht, Sauerstoff und HEPES wird Wasserstoffperoxid gebildet, das zytotoxisch wirkt. Tricin wird durch Flavine photooxidiert und mindert unter Tageslicht die Aktivität von Flavone-enthaltenden Enzymen. Die Säuren von ADA, POPSO und PIPES sind schwerlöslich. ADA absorbiert UV-Licht unterhalb einer Wellenlänge von 260 nm, ACES absorbiert unterhalb von 230 nm. 
Nach Good wurden einige weitere Good-Puffer entwickelt, z. B. AMPSO, CABS, CHES, CAPS, CAPSO.

## Vertreter
Folgende Tabelle enthält die effektiven pKa-Werte, die von Good bei 20 °C und bei einer Konzentration von etwa 100 mM gemessen wurden. Die entstehenden pH-Werte sind konzentrations- und temperaturabhängig.
| Puffer          | pKa bei 20 °C | ΔpKa/°C | Löslichkeit in Wasser bei 0 °C |
| --------------- | ------------- | ------- | ------------------------------ |
| MES             | 6,15          | −0,011  | 0,65M                          |
| ADA             | 6,62          | −0,011  | -                              |
| PIPES           | 6,82          | −0,0085 | -                              |
| ACES            | 6,88          | −0,020  | 0,22M                          |
| MOPSO           | 6,95          | −0,015  | 0,75M                          |
| Cholaminchlorid | 7,10          | −0,027  | 4,2M (als HCl)                 |
| MOPS            | 7,15          | −0,013  | hoch                           |
| BES             | 7,17          | −0,016  | 3,2M                           |
| TES             | 7,5           | −0,020  | 2,6M                           |
| HEPES           | 7,55          | −0,014  | 2,25M                          |
| DIPSO           | 7,6           | −0,015  | 0,24M                          |
| Acetamidoglycin | 7,7           | -       | sehr hoch                      |
| TAPSO           | 7,7           | −0,018  | 1,0M                           |
| POPSO           | 7,85          | −0,013  | -                              |
| HEPPSO          | 7,9           | −0,01   | 2,2M                           |
| HEPPS           | 8,1           | −0,015  | hoch                           |
| Tricin          | 8,15          | −0,021  | 0,8M                           |
| Glycinamid      | 8,2           | −0,029  | 6,4M (als HCl)                 |
| Bicin           | 8,35          | −0,018  | 1,1M                           |
| TAPS            | 8,44          | −0,027  | hoch                           |